# Derby (tabaco)
Derby foi uma marca de cigarros brasileiros, lançada em 1993 pela tabaqueira Souza Cruz. A marca logo tornou-se líder de mercado no Brasil, especialmente no segmento dos consumidores de renda mais baixa, com o slogan de vendas "O sabor que conquistou o Brasil" e "Sabor 100% Brasil". Por decisões internas da Souza Cruz, a marca está em processo de substituição progressiva, o que culminará em sua retirada do mercado e substituição pelos cigarros Kent, comercializados também pela Souza Cruz sob licença da British American Tobacco.
O selo foi por muitos anos uma das marcas de cigarro mais baratas do Brasil, fato que a fez tornar-se de alta vendagem e atingir a liderança nas vendas de cigarro no Brasil já no terceiro mês após o seu lançamento. Em 1996, a empresa teve um faturamento de 6,2 bilhões de reais, com o cigarro Derby como líder em vendas, com 42,4% do total. Esse sucesso se traduziu com o slogan "O sabor que conquistou o Brasil", que foi tão bem recebido pelo mercado que a agência de publicidade De Paola&Lanzetta conquistou o leão de ouro de 1997.